# Lentehangmatspin
De lentehangmatspin (Neriene montana) is een spinnensoort uit de familie van de hangmat- en dwergspinnen (Linyphiidae). De wetenschappelijke naam van de soort werd, als Araneus montanus, in 1758 gepubliceerd door Carl Alexander Clerck.
De vrouwtjes worden 4,4 tot 7,4 mm groot, de mannetjes worden 4 tot 7 mm. Het kopborststuk is donkerbruin met donkere tekeningen. Het achterlijf is meestal donker met twee lichtere banden aan de zijkanten. De spin leeft in bossen, tuinen en parken in het Palearctisch gebied, van Europa tot aan Japan.